# Eroi in azione
Eroi in azione (Heroes in action) è stata una linea di personaggi a metà strada tra il soldatino e l'action figure, poiché parzialmente snodabili, prodotta dalla Mattel dal 1975 al 1980.

## Caratteristiche
Gli "Eroi in azione" sono delle action figure militari in materiale plastico, in scala compresa tra 1:18 e 1:24 circa (12 cm), snodati solo in un paio di punti (bacino e braccia), inseriti in una base in plastica beige raffigurante delle rocce, in pratica un mini diorama, da cui potevano essere facilmente separati.
All'interno della base è inserito un semplice meccanismo a cremagliera che, ruotando, produce il movimento circolare del personaggio e un rumore tipo raffica di mitra. Il rumore è comune a ogni personaggio, qualunque sia l'arma in dotazione. Le armi, in plastica nera e staccabili, sono ben dettagliate.

## Storia
La linea venne prodotta a partire dal 1975 e commercializzata all'incirca per tutta la seconda metà degli anni settanta. Ne vennero prodotte varie versioni, appartenenti a diversi eserciti. Furono inoltre prodotti svariati mezzi di trasporto, compresi fuoristrada, autoblindo ed elicotteri.
Scomparsi dal commercio verso il 1980, gli "Eroi in azione" sono a tutt'oggi ricercati dai collezionisti, pur non raggiungendo ancora quotazioni elevate. Ciò è dovuto sia alla difficoltà di reperirli intatti, poiché contenuti in fragili confezioni di cartoncino, sia perché le armi andavano facilmente perdute, sia perché il meccanismo dello sparo, essendo una ruota dentata in sottile plastica, era soggetto a rapida e irreparabile rottura.

## Serie (parziale)
- Pattuglia Jimmy America US
- Pattuglia Tommy Inghilterra UK
- Pattuglia Wolf Germania D.
- Una serie di personaggi in divisa azzurra, denominata Heroes in action - SWAT, fu commercializzata negli Stati Uniti e più genericamente, nei paesi di lingua anglosassone. Alcuni particolari, tra cui la base diversa (non più un paesaggio naturale ma una strada o pavimento) e alcuni accessori differenziavano gli SWAT . Inoltre il packaging era rappresentato da un semplice cartoncino blisterato.